# Zilchiopsis oronensis
Zilchiopsis oronensis е вид десетоного от семейство Trichodactylidae. Видът не е застрашен от изчезване.

## Разпространение и местообитание
Разпространен е в Боливия, Бразилия (Амазонас, Мато Гросо, Пара и Рондония) и Парагвай.
Обитава сладководни басейни, заливи и реки в райони с тропически климат.

## Описание
Популацията на вида е стабилна.